# 菊池福治郎
菊池 福治郎（きくち ふくじろう、1925年5月18日 - 2004年2月5日）は、日本の政治家。元衆議院議員（7期）。

## 来歴
宮城県気仙沼市生まれ。1950年（昭和25年）に早稲田大学政経学部政治学科を卒業。その後、国会議員・保利茂の秘書を務めた。
1963年（昭和38年）、衆院選旧宮城2区に立候補するも、落選。その後も負けても負けても立候補を繰り返し、4回目の落選後は「登米郡の票の伸びが芳しくなかった」と、登米郡の街頭に1年365日毎日立って手を振り、人呼んで「人間地蔵」と評されるまでになった。
挑戦5回目の1976年（昭和51年）、新自由クラブの公認を得て初当選。その後、離党した同党幹事長・西岡武夫の後を追って離党、自由民主党に移籍し鈴木派に所属した。
議員就任後には、水産業界を背景とした水産族議員として知られるようになり、郷里の気仙沼市が強固な地盤となったことから、「気仙沼モンロー」と呼ばれた。また、サクマ製菓（東京）の支援も受けていた。
衆議院農林水産委員会委員長に就任。
1990年（平成2年）の総選挙で落選するが、1993年（平成5年）の総選挙でトップ当選で返り咲いた。小選挙区比例代表並立制が導入された1996年（平成8年）の第41回衆議院議員総選挙では、小選挙区宮城6区から立候補し新進党公認の大石正光を651票の僅差で破って当選するが、秘書である長男（修三）が連座制の対象となる公職選挙法違反（買収）を問われ、上告が棄却された1997年（平成9年）に議員辞職した。当選7回ながら、入閣の機会を得られないまま政界引退となった。
2004年（平成16年）、心不全により神奈川県逗子市池子の自宅で死去した。78歳没。